# Ван Вэнь-хэн, Павел
Павел Ван Вэнь-хэн (1864, Китай — 10 июня 1900, Пекин, Китай) — церковнослужитель Русской духовной миссии в Пекине, погиб во время восстания ихэтуаней; в 1902 году канонизирован Русской православной церковью в чине мучеников.
День церковного поминовения — 10 июня.

## Биография
Родился в 1864 году в Китае.
В 1881 году как «человек честный, покорный, послушный и обладавший даром слова» начальником миссии архимандритом Флавианом (Городецким) был назначен на должность катехизатора. Будучи членом Русской духовной миссии в Пекине поддерживал близкие дружеские отношения с китайским священником Митрофаном Цзи.

## Мученическая кончина
В период восстания ихэтуаней Павел Ван своей проповедью подготовил многих китайских православных христиан к предстоящим гонениям, хотя часть слушающих скептически отнеслась к его словам, указывая, что он сам первый отречется от православной веры.
2 июня 1900 года имущество Павла Ван было разграблено ихэтуанями, а дом разрушен. Захватив имеющееся в его доме серебро, Павел искал убежища у своих родственников-язычников, но последние обманули его: сначала приняли, а потом, завладев его сбережениями, самого его прогнали.
Вечером 10 июня 1900 года вместе со своей семьёй мученически погиб в Пекине. По свидетельству очевидцев, перед смертью молился Богу, преклонив колена и скрестив руки на груди.

## Семья
- Мать — Екатерина (1838 — 10 июня 1900) — мученически погибла в период восстания ихэтуаней, когда, спасаясь от ихэтуаней, по причине слабости зрения блуждала по городу и была схвачена повстанцами, которые приняли её за отравительницу колодцев, раздели и утопили пожилую женщину в болоте.
- Жена — Сарра (1863 — 10 июня 1900) — мученически погибла в период восстания ихэтуаней.
- Сын — Иоанн (1889 — 10 июня 1900) — мученически погиб в период восстания ихэтуаней.
- Дочь — Александра (1891 — 10 июня 1900) — мученически погибла в период восстания ихэтуаней.

В 1903 году, когда в первый раз совершался праздник в честь китайских мучеников, останки мучеников Павла Ван и его семьи вместе с другими были положены под алтарем в храме мучеников Русской духовной миссии в Пекине.